# Bistumsgebäude St. Pölten

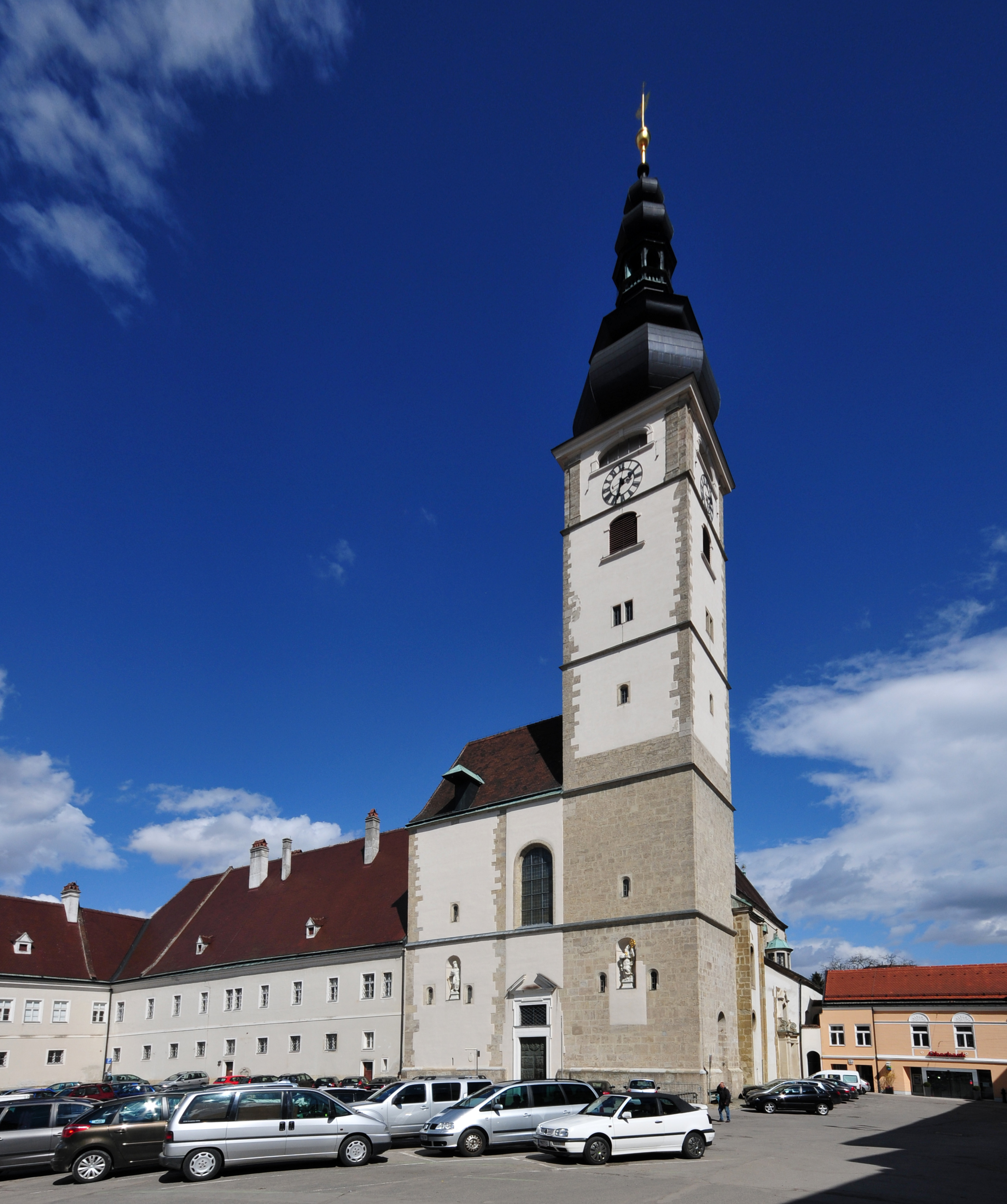
Rechts der St. Pöltner Dom, links daran anschließend das Bistumsgebäude (Westflügel des Kreuzganghofs)

Das Bistumsgebäude in der niederösterreichischen Landeshauptstadt St. Pölten ist seit 1785 der Sitz des Bischofs der römisch-katholischen Diözese St. Pölten. Der heutige Gebäudekomplex geht im Wesentlichen auf den Bau eines Klosters in der Mitte des 17. Jahrhunderts zurück. Bevor St. Pölten 1785 Bischofssitz wurde, beherbergten die Gebäude das Augustiner-Chorherrenstift St. Pölten.
Der Vorgängerbau an derselben Stelle war ein im 8. Jahrhundert errichtetes Kloster, das als historischer Siedlungskern gilt, von dem ausgehend sich das mittelalterliche St. Pölten entwickelt hat. Von diesem Hippolytuskloster stammt auch der Name der Stadt (St. Hippolyt → St. Polyt → St. Pölten).

## Geschichte

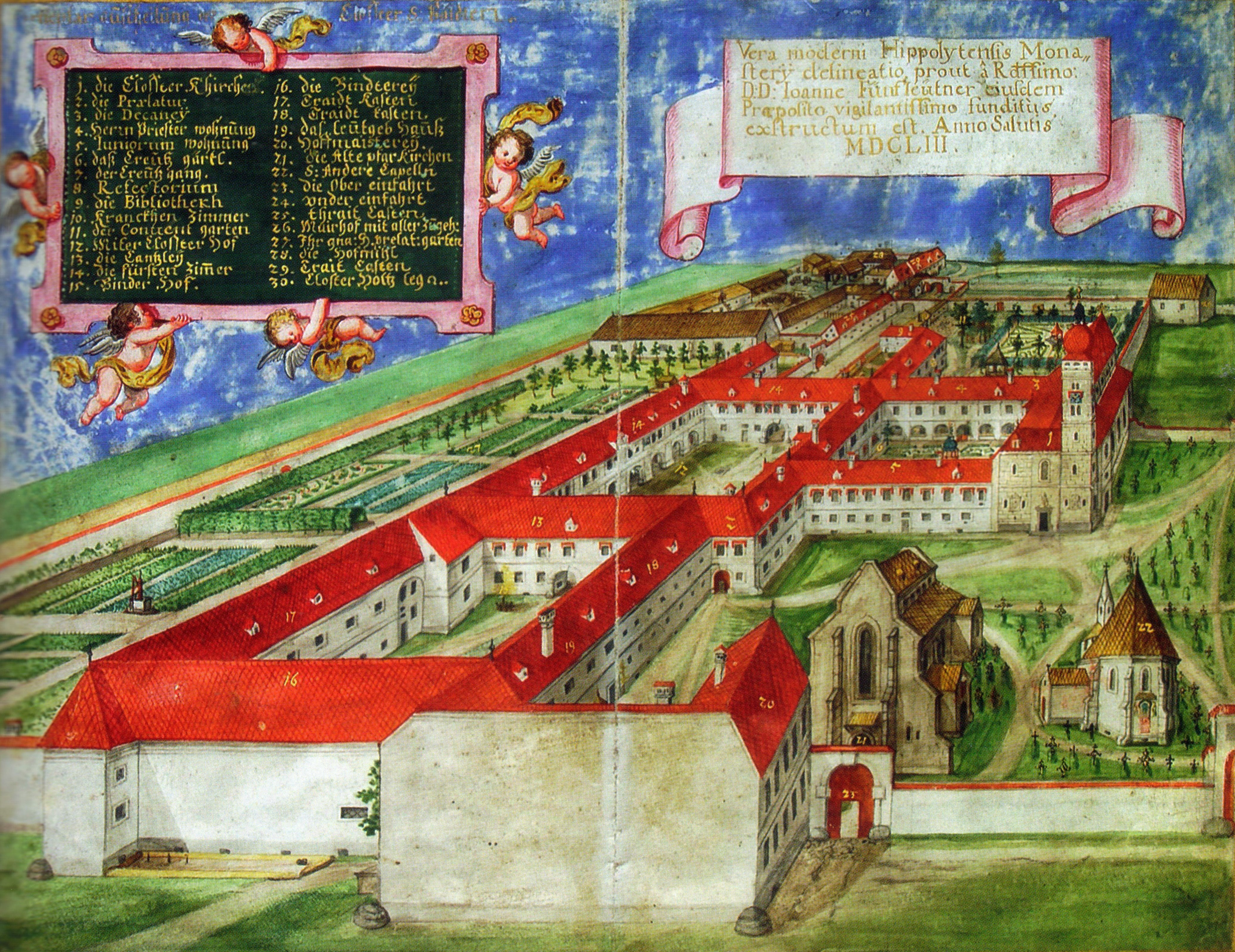
Der im Wesentlichen bis heute bestehende Neubau des St. Pöltner Klosters kurz nach seiner Errichtung, 1653

### Hippolytuskloster
Im 8. Jahrhundert wurde an der Stelle, wo heute das Bistumsgebäude steht, ein Kloster erbaut, von dem allerdings nur wenige, in den späteren Neubau einbezogene Reste gefunden werden konnten. Einer Legende nach soll das Kloster bereits im Jahr 791 durch das Kloster Tegernsee – namentlich durch das Brüderpaar Adalbert und Ottokar – als Benediktinerkloster gegründet worden sein. Das tatsächliche Datum der Klostergründung ist aber nach wie vor unklar. Eine Gründung vor 791 wird ausgeschlossen: in diesem Jahr begann der Awarenfeldzug Karls des Großen. Die älteste Erwähnung des Klosters findet man in einer Urkunde Ottos II. aus dem Jahre 976, in der sich Passau seine Rechte am Stift sichern lässt.

### Augustiner-Chorherren-Stift
Ab 1081 war das Kloster ein Augustiner-Chorherren-Stift. Dieses hatte eine enge Verbindung zu dem bekannten, ebenfalls dem heiligen Hippolyt geweihten Kloster im slowakischen Nitra (Neutra). An der Stelle des alten Klosters ist im 17. Jahrhundert ein neues Kloster errichtet worden. Aufgrund von Inschriften nimmt man an, dass der Bau in etwa von 1648 bis 1650 dauerte. Der frühbarocke Neubau wurde 1653 in einer wirklichkeitsgetreuen Darstellung abgebildet und ist bis heute erhalten geblieben. Lediglich der Neue Gästetrakt (heute  Bischofstrakt), eine Portalanlage (das Bischofstor) und der Gartenpavillon sind unter dem Propst Johann Michael Führer neu errichtet worden. 1784 wurde das Kloster durch die Josephinische Reform aufgehoben.

### Bistumsgebäude
Die Gebäude des ehemaligen Stifts dienen seit 1785 als Bistumsgebäude der im Zuge der Josephinischen Reformen entstandenen Diözese St. Pölten, die das westliche Niederösterreich umfasst. Erster Bischof war bis 1792 Johann Heinrich von Kerens.

## Beschreibung

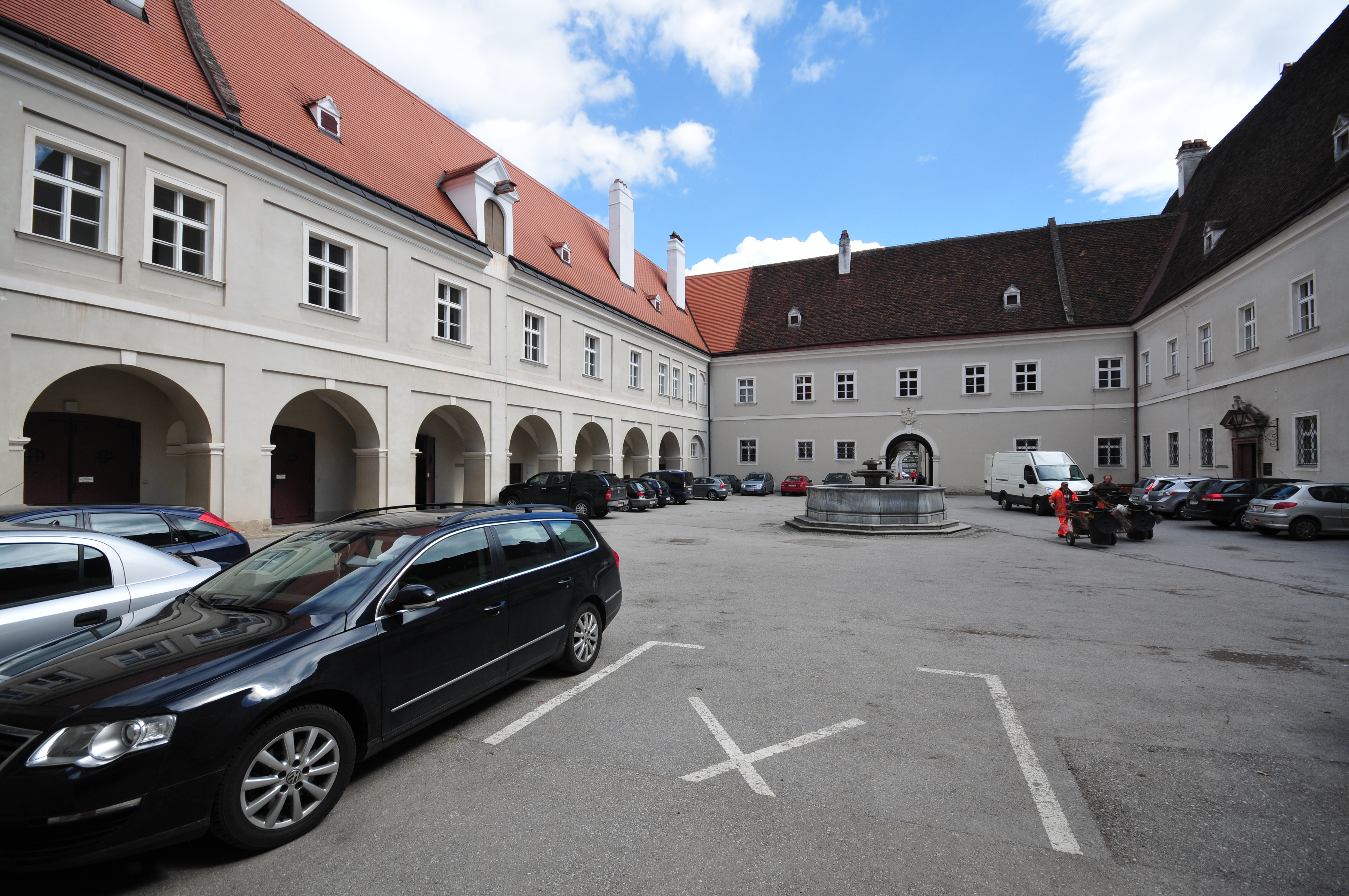
Der Brunnenhof

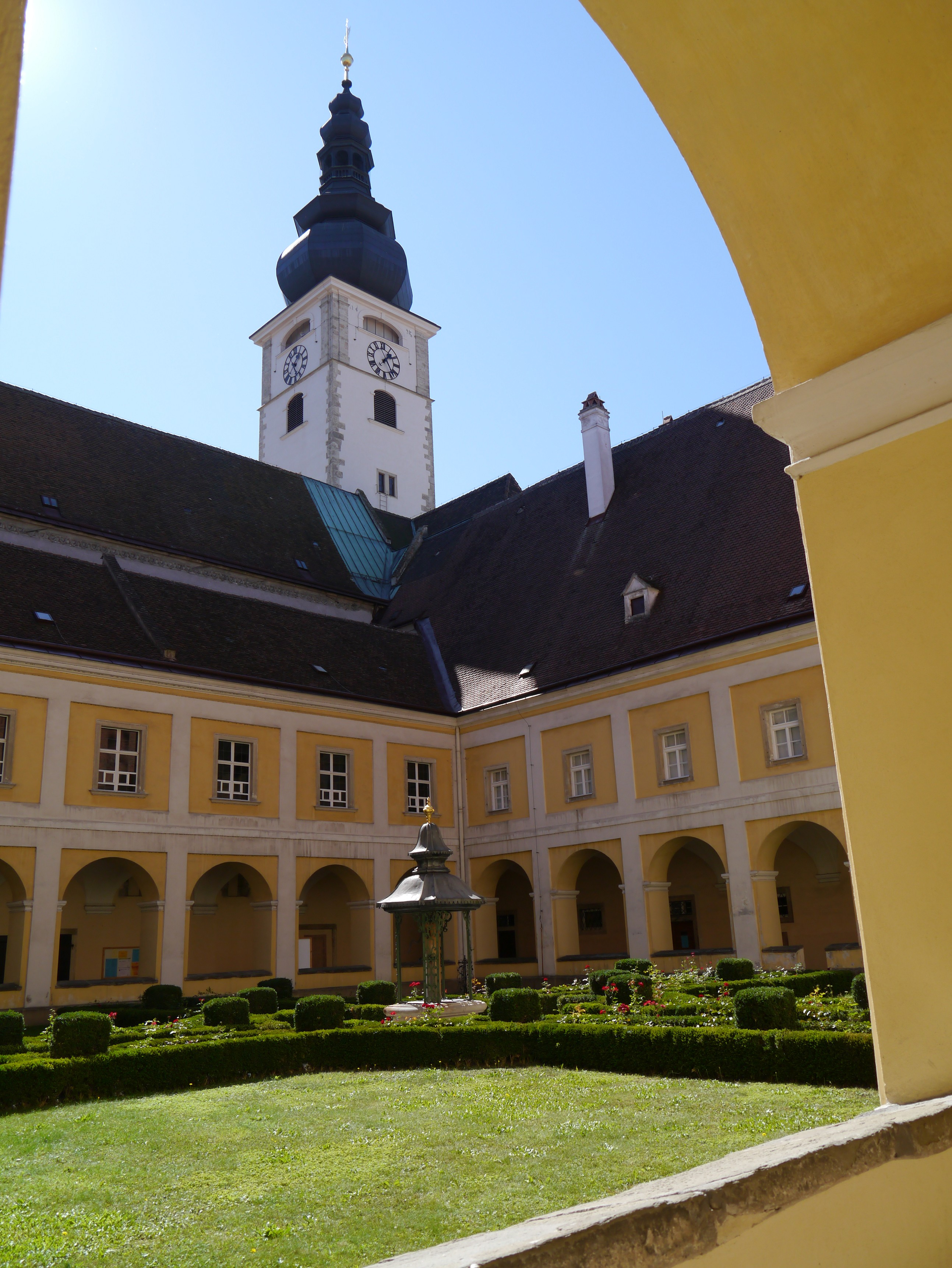
Der Kreuzganghof mit Dom im Hintergrund

Der Gebäudekomplex hat durchgehend zwei Geschoße und drei Höfe. Die Fensteröffnungen mit Steinrahmung, Sohlbänken und Verdachung sind regelmäßig angeordnet. Die Gebäude sind mit steilen Walmdächern überdacht, die mit Kaminen und mit vereinzelten Dachgauben versehen.
Kreuzganghof
In der Mitte des südlichen viereckigen Kreuzganghofs befindet sich ein barockes Brunnenhaus aus dem Jahr 1728. Es besteht aus einem Zisternenbrunnen mit Steineinfassung und schmiedeeisernen Trägern für die Überdachung, die in Form einer Glockenhaube aus Zinn ist.
Brunnenhof
Der rechteckige Brunnenhof hat drei große, rundbogige Durchfahrten, die zur Bischofsallee, dem Binderhof und dem Domplatz führen. In der Mitte steht ein aus Wachauer Marmor gefertigter Brunnen auf einem zweistufigen Podest. In seiner Mitte steht eine Steinsäule mit vier wasserspeienden Engelsköpfen. Gebaut wurde er zwischen 1653 und 1672.
Binderhof
Der Binderhof war zu den Zeiten des Klosters ein Wirtschaftshof. Seinen Namen hat er von der ehemals in seinem Westflügel untergebrachten Binderei. Der Nord- und der Südflügel dienten damals als Getreidespeicher. Als das Bistum gegründet wurde, hat man diese Gebäudeteile in Wohnungen für die Domherren umgebaut. Im Nordflügel befindet sich ein Zwischengeschoß, das ehemals als Trockenboden diente und 1987/88 zu Büroräumen umgebaut wurde. Im Südwesten ist der Südflügel um ein Stöcklgebäude verlängert, die sogenannte Hofmeisterei.
Bischofsallee und Bischofstor
Die Bischofsallee ist von Gebäuden, von Mauern und im Osten vom Bischofstor umgeben. Das Bischofstor war ursprünglich bündig mit der Ostfassade des Hauses Hofstatt 1 verbunden, wurde jedoch 1908 abgetragen, als neben dem ehemaligen Kloster das Gebäude der Bezirkshauptmannschaft errichtet wurde. An seiner heutigen Stelle wurde es stilgetreu und mit dem originalen Schmuck wieder aufgebaut. Es dürfte um 1739 sein heutiges Aussehen erhalten haben.
Bischofstrakt und Dompfarrtrakt
Der Trakt im Nordwesten der Bischofsallee ist heute die Residenz des Bischofs. Er unterscheidet sich architektonisch von den anderen Bauteilen des Gebäudekomplexes und ist jünger als diese. Er wurde vermutlich nach Entwürfen Joseph Munggenasts zwischen 1735 und 1739 als Neuer Gästetrakt erbaut.
Bischofsgarten
Im Norden der Anlage liegt der ehemalige Klostergarten und heutige Bischofsgarten. In seiner Mitte befindet sich der Neptunbrunnen und im Westen der Gartenpavillon. Östlich von ihm lagen ursprünglich die Wirtschaftsgebäude des Klosters, seit Anfang des 20. Jahrhunderts befindet sich hier die Bezirkshauptmannschaft.

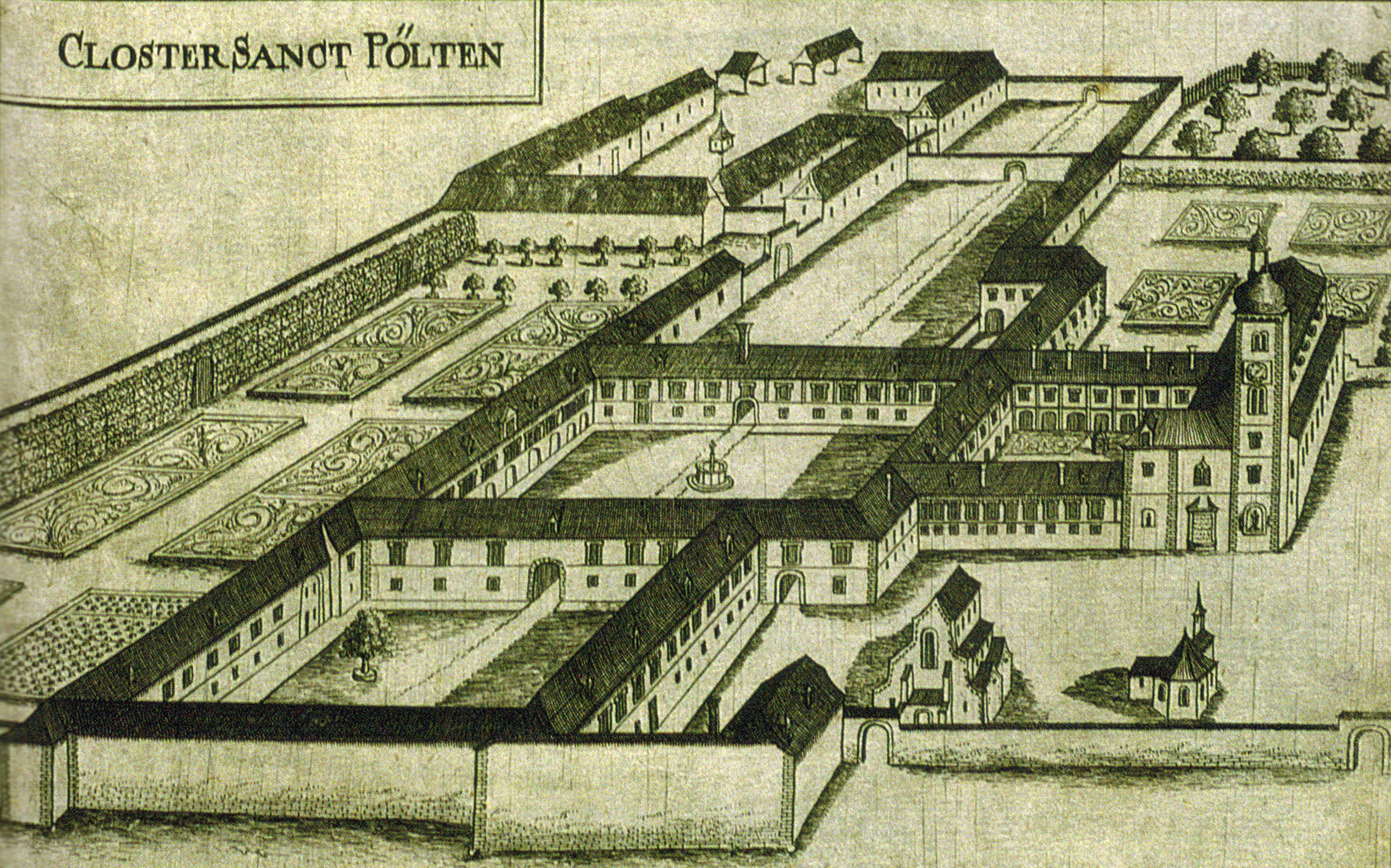
Das Kloster St. Pölten, Georg Matthäus Vischer 1672
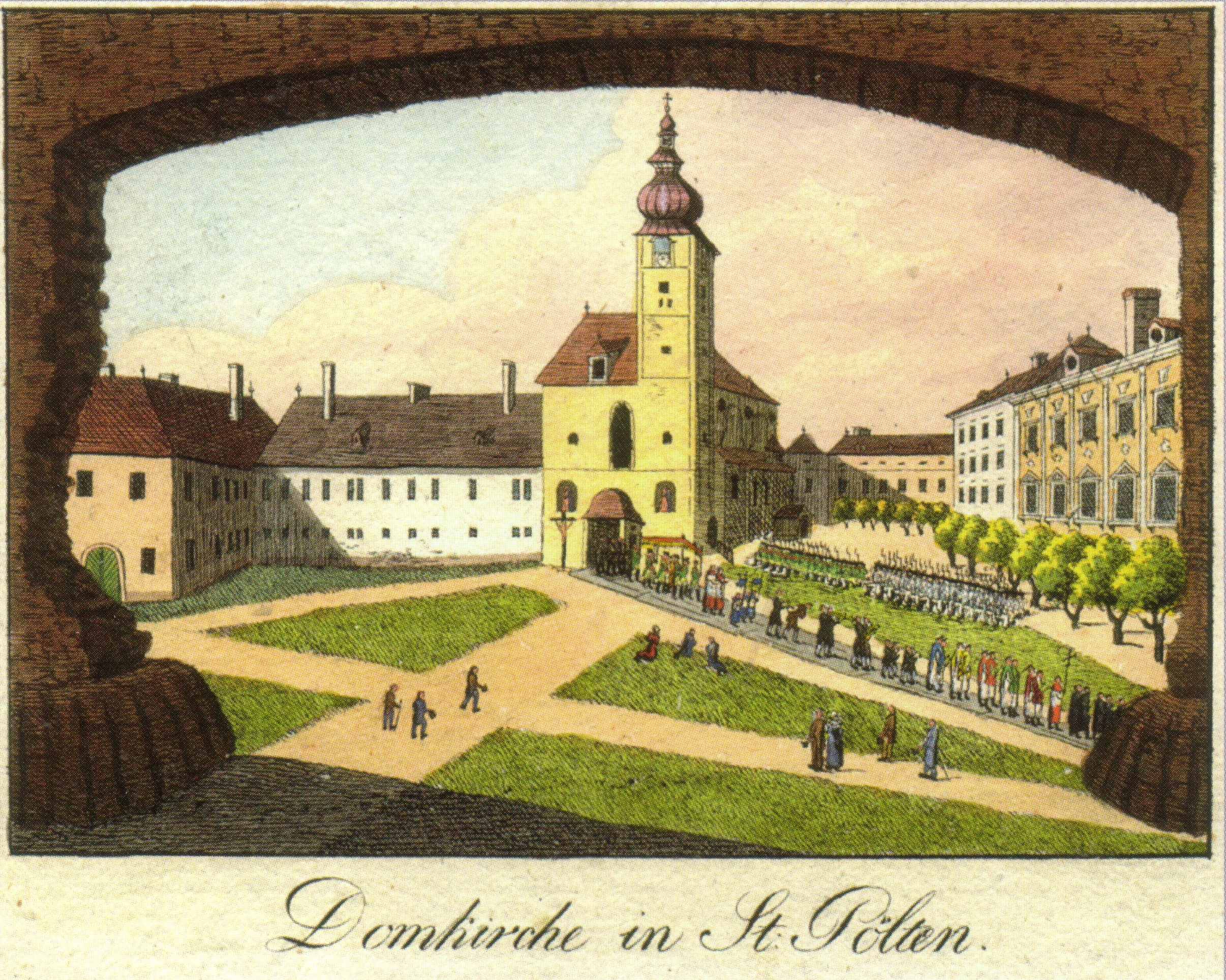
Domkirche vor 1900
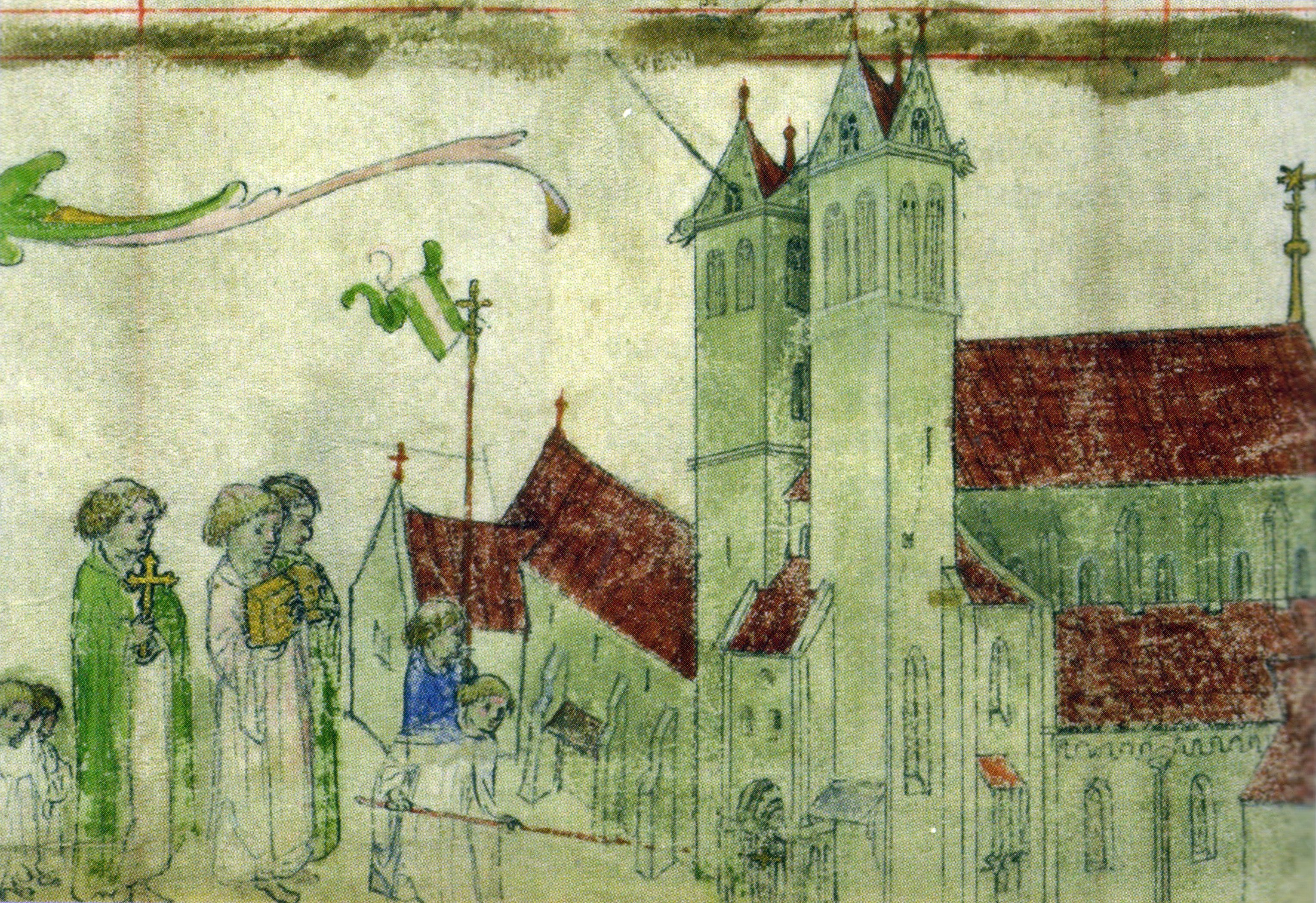
Dom um 1400
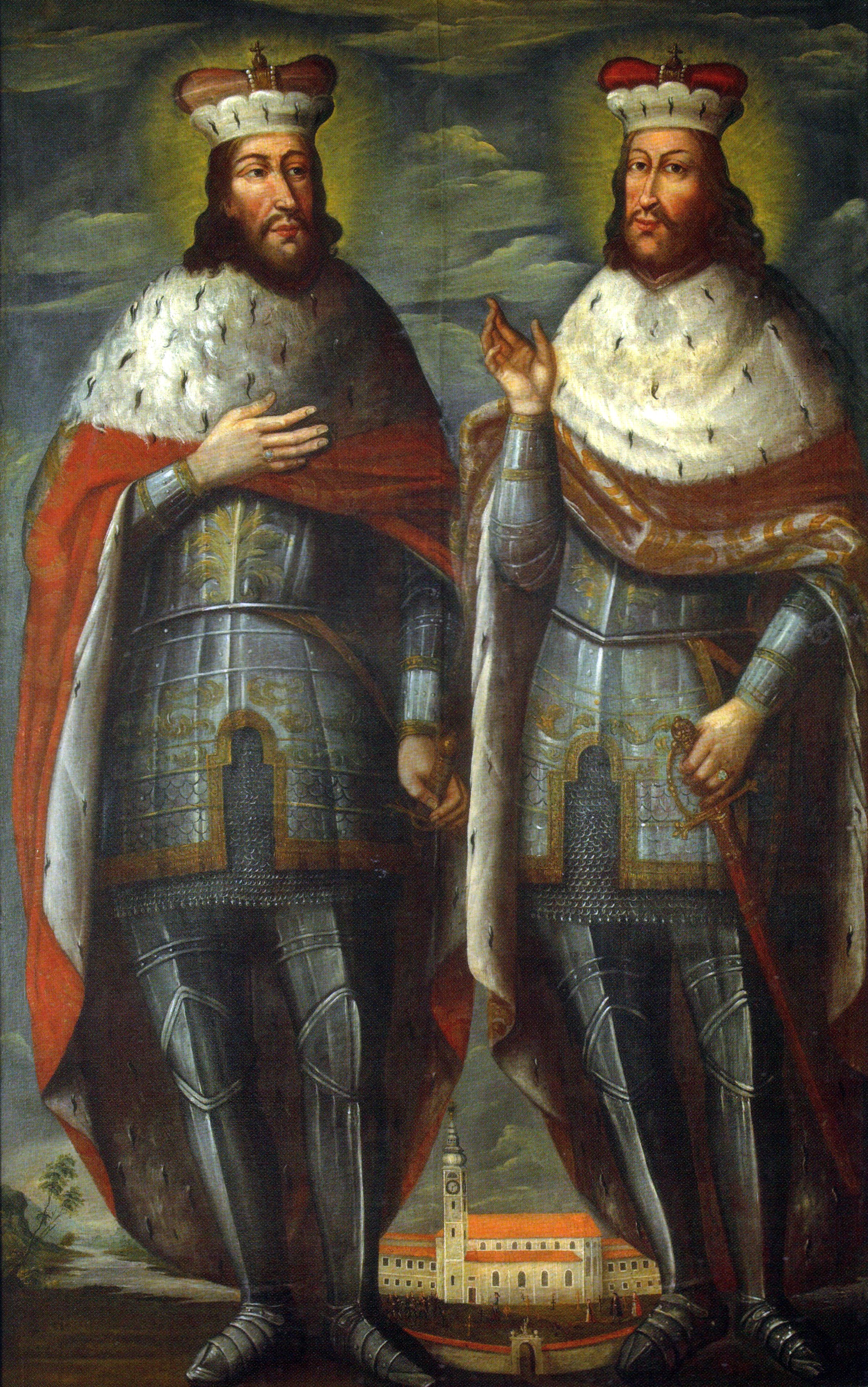
Adalbert und Ottokar
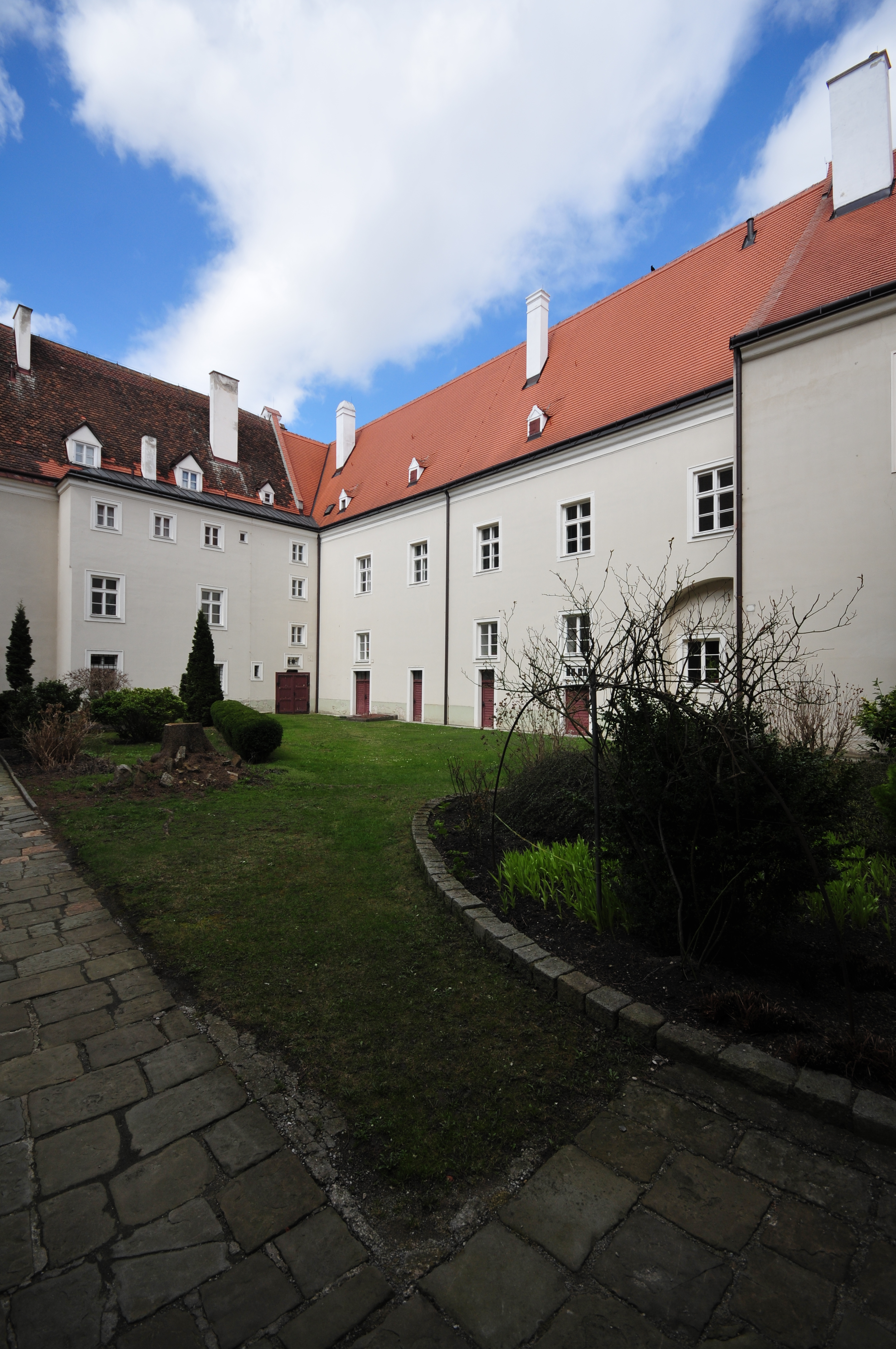
Der Binderhof
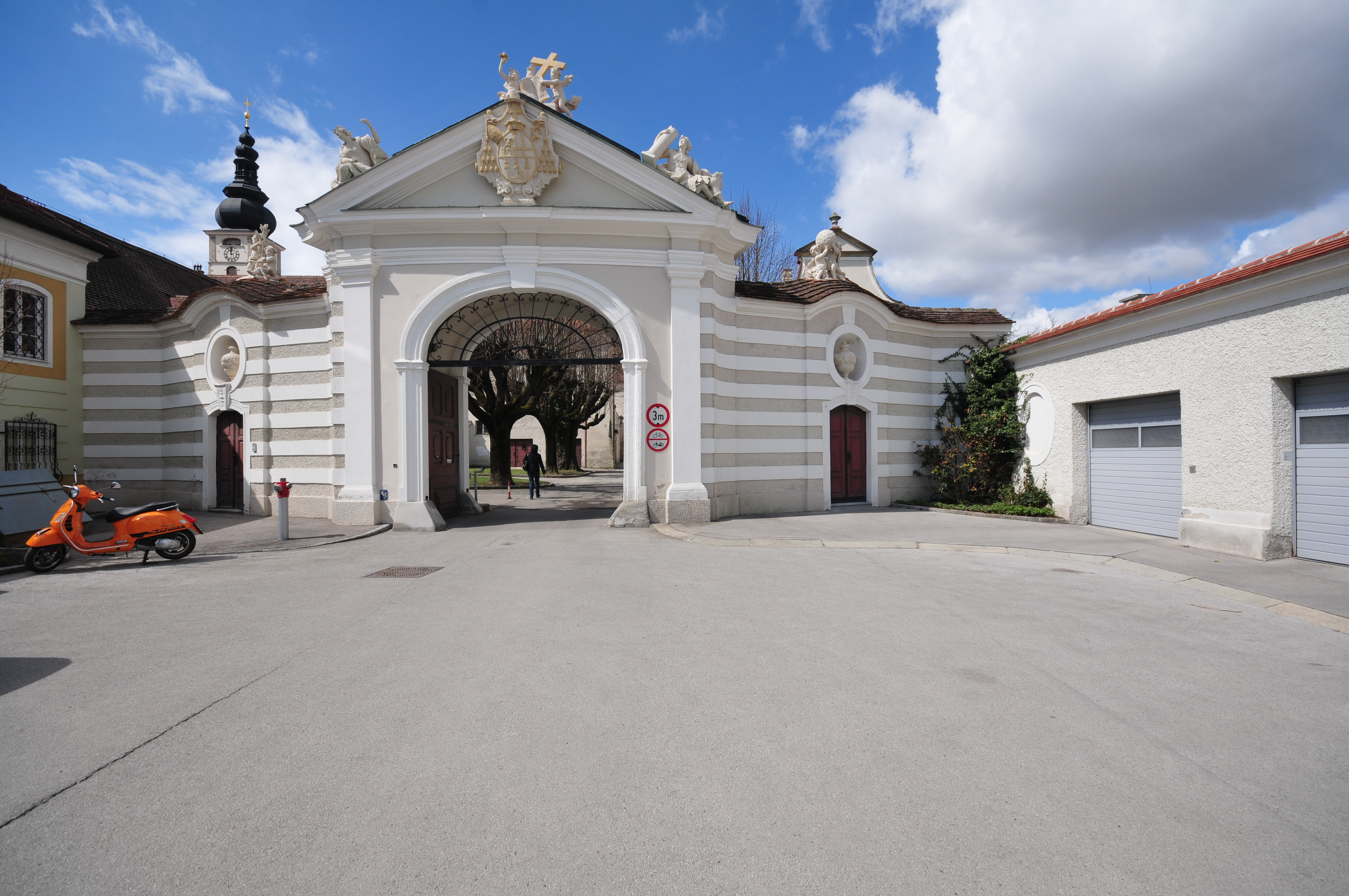
Das Bischofstor
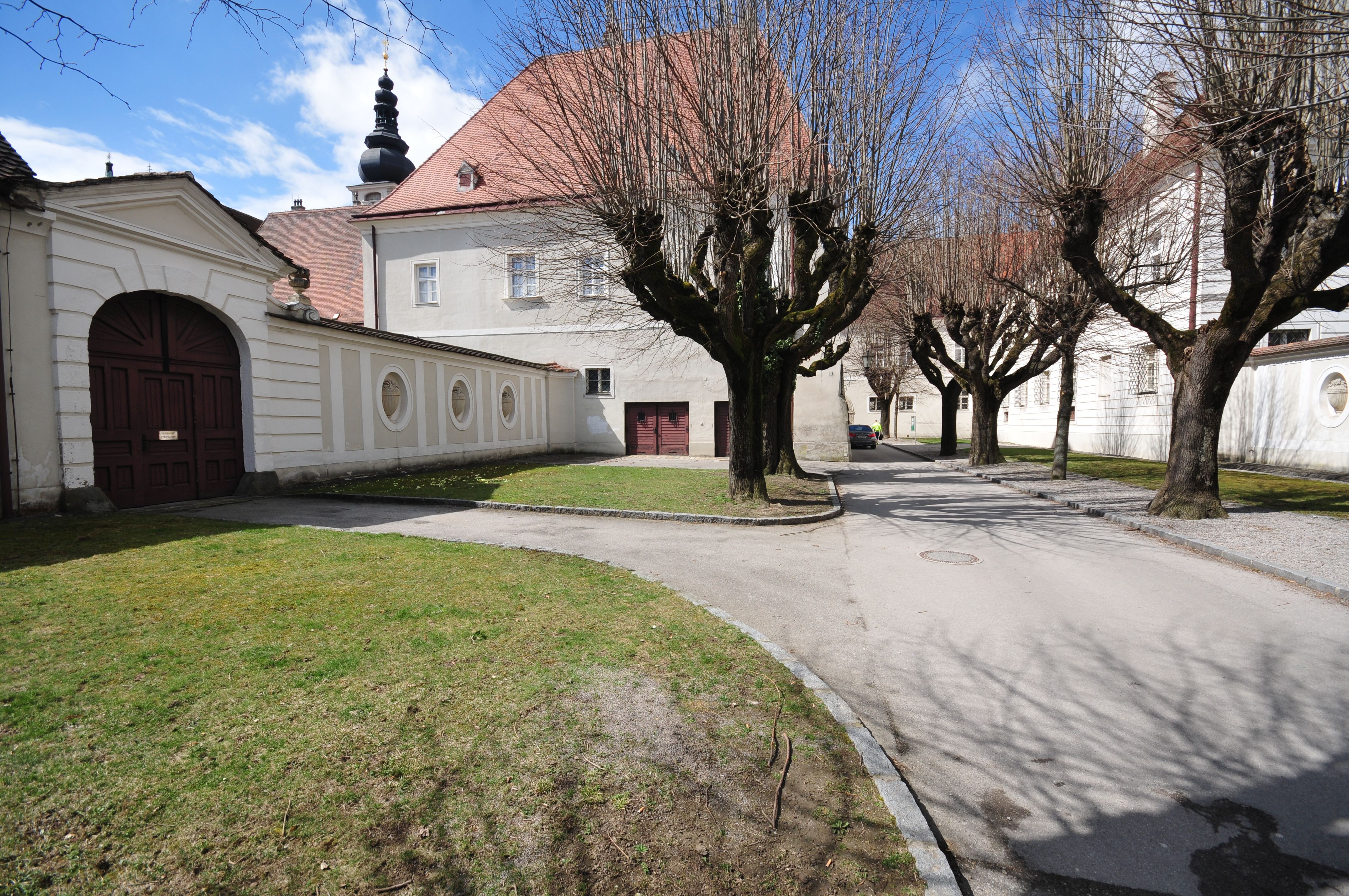
Die Bischofsallee